# Francesco Morano

Kardinalswappen von Francesco Morano (ab 1962)

Francesco Kardinal Morano (* 8. Juni 1872 in Caivano, Provinz Neapel, Italien; † 12. Juli 1968 im Vatikan) war ein Kurienkardinal der römisch-katholischen Kirche.

## Leben
Francesco Morano schloss seine theologischen, philosophischen und naturwissenschaftlichen Studien in Aversa und Rom mit Promotionen in Philosophie, Katholischer Theologie, Kanonischem Recht, Zivilrecht und Physik ab.
Er empfing am 10. August 1897 das Sakrament der Priesterweihe und arbeitete nach weiterführenden Studien ab 1900 als Assistent am Vatikanischen Observatorium. Von 1903 bis 1925 stand er als Verwaltungsmitarbeiter in Diensten der Kurie.
Papst Benedikt XV. verlieh Francesco Morano 1918 den Titel eines Päpstlichen Geheimkämmerers und ernannte ihn 1921 zum Referendar des Obersten Gerichtshofs der Apostolischen Signatur. Papst Pius XI. übertrug ihm 1935 das Amt des Sekretärs beim Obersten Gerichtshof der Apostolischen Signatur, das er bis ins Jahr 1962 ausübte.
Papst Johannes XXIII. nahm ihn am 14. Dezember 1959 als Kardinaldiakon mit der Titeldiakonie Santi Cosma e Damiano in das Kardinalskollegium auf und spendete ihm 1962 nach der Ernennung zum Titularerzbischof von Fallaba die Bischofsweihe; Mitkonsekratoren waren die Kardinäle Giuseppe Pizzardo und Benedetto Aloisi Masella. Francesco Morano nahm am Konklave des Jahres 1963, das Paul VI. als Papst wählte, sowie am Zweiten Vatikanischen Konzil teil.
Er starb am 12. Juli 1968 mit 96 Jahren im Vatikan und wurde in Aversa bestattet. Zu diesem Zeitpunkt war er der älteste Kardinal der Welt.